# Ванаш, Венсан
Венсан Ванаш (фр. Vincent Vanasch; род. 21 декабря 1987, Эвере или Уккел) — бельгийский хоккеист на траве, вратаря бельгийского клуба «Ореэ» и и национальной сборной Бельгии. Олимпийский чемпион (2021), чемпион мира (2018) и чемпион Европы (2019). Также становился серебряным призёром Олимпийских игр, дважды серебряным призёром чемпионата Европы (2013, 2017) и бронзовым призёром чемпионата Европы (2021, 2023).

## Биография
Венсан Ванаш родился 21 декабря 1987 года в Уккеле. Начал играть в хоккей в пятилетнем возрасте. Его родители также занимались спортом.

## Клубная карьера
Ванаш стал заниматься хоккеем с раннего возраста; его отец Жан создал детскую школу при хоккейном клубе «Роял Эвер Уайт Стар». Он прошёл через все возрастные команды, с которыми выиграл несколько титулов (на траве и в помещении). Когда клуб вылетел в низшую лигу в конце сезона 2006/2007, он перешёл в клуб «Роял Пингвин Нивеллуа». Он отыграл два сезона, прежде чем подписал контракт с клубом «Лёвен». С сезона 2010/2011 он начал играть за «Ватерлоо Дакс». В 2014 году он перебрался в Нидерланды к «Оранье Зварт». Он играл там до 2016 года, а потом вернулся в «Ватерлоо Дакс».
В Еврохоккейной лиге 2018/2019 «Ватерлоо Дакс» вместе с Ванашем стали первым бельгийским клубом, выигравшим титул. В январе 2020 года было объявлено, что он будет играть за «Рот-Вайсc Кёльн» в Германии, начиная с сезона 2020/2021.

## Международная карьера
На летних Олимпийских играх 2012 года в Лондоне Ванаш выступал за национальную сборную в мужском турнире. Ванаш завоевал серебро на чемпионате Европы 2013 года в Боме. На летних Олимпийских играх 2016 года он вошёл в состав сборной Бельгии, завоевавшей серебряную медаль.
В 2017 году Ванаш был признан вратарём года по версии Международной федерации хоккея на траве. В 2018 году он стал чемпионом мира в Бхубанешваре и второй раз удостоился награды лучшему вратарю по итогам года. На чемпионате Европы 2019 года, где Бельгия выиграла свой первый титул чемпиона Европы, он стал лучшим вратарём турнира. В декабре 2019 года он снова был номинирован на премию лучшего вратаря года, а 11 февраля 2020 года стал её обладателем. 25 мая 2021 года он был включён в состав сборной на чемпионат Европы 2021 года, где выиграл бронзу, а также играл на Олимпийских играх, где стал чемпионом после победы Бельгии в серии послематчевых пенальти в матче за золото.